# Chiesa dell'Osservanza (Catanzaro)
La chiesa dell'Osservanza è un luogo di culto cattolico della città di Catanzaro.

## Storia

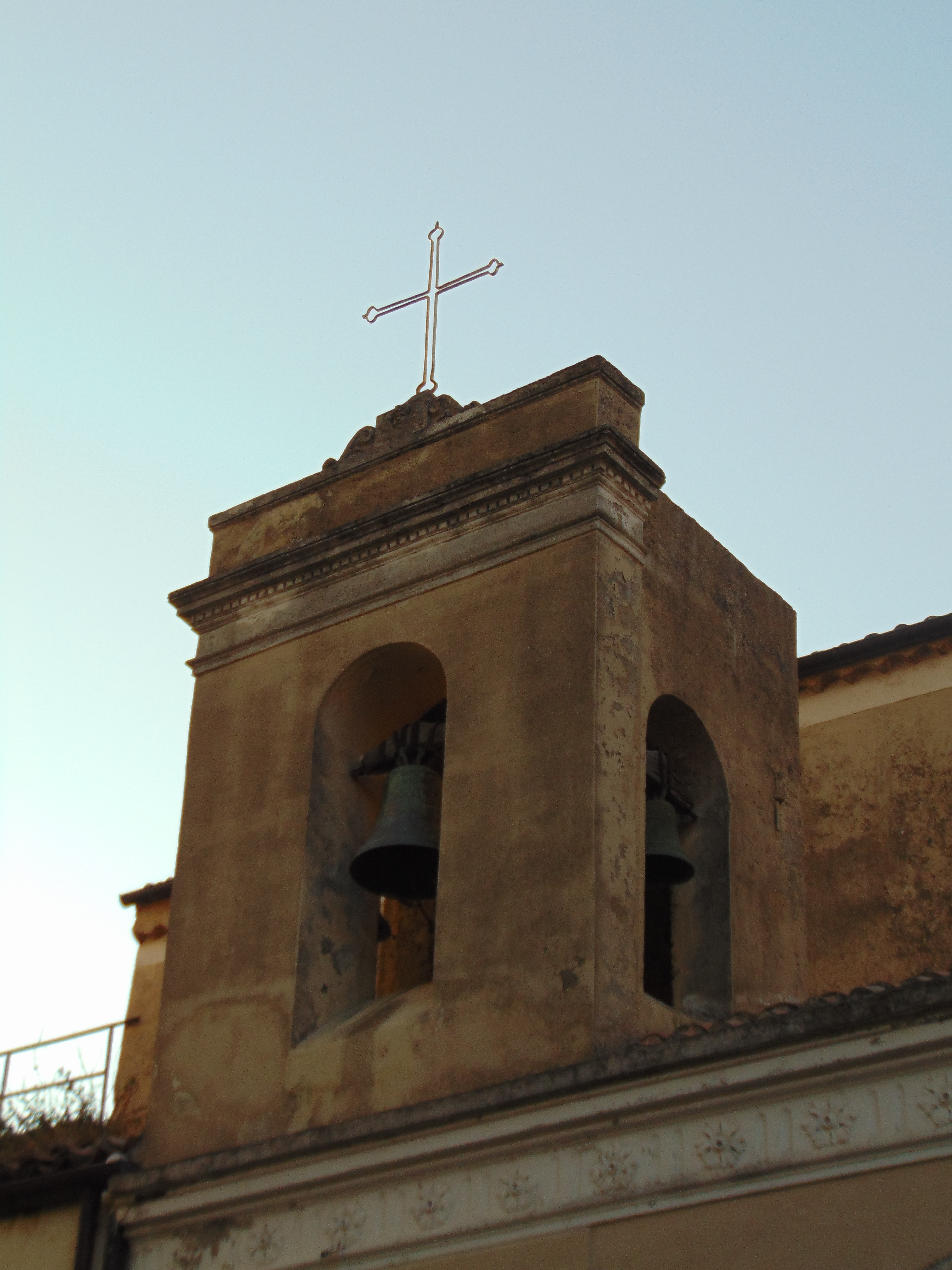
Particolare del campanile

Come scrisse Luise Gariano nel 1602, questo luogo di culto fu iniziato a costruire nel 1447 sul monte Pezzano, per volere di fra Paolo da Sinopoli, dei francescani minori osservanti, all'epoca vicario della Provincia di Catanzaro. A lavori iniziati, il nuovo conte di Catanzaro e marchese di Crotone Antonio Centelles si oppose alla costruzione, fermando i lavori fino al 1457, anno in cui venne scacciato dalla città. Terminati i lavori, l'edificio fu consacrato a santa Maria delle Grazie.
Padre Giovanni Fiore da Cropani, invece, pur confermando l'astio del conte Centelles alla costruzione della chiesa, definisce nuove date ai lavori: secondo lui, infatti, l'innalzamento dell'edificio si deve ad una bolla papale di Sisto IV del 1480. Altre fonti riferiscono invece della costruzione al 1457, su richiesta di Alfonso I di Napoli e bolla di Callisto III.
Nel 1548, fra' Michele de Angioii, donò alla chiesa dei suoi confratelli delle reliquie della Passione, avute durante un viaggio a Gerusalemme. Su suo progetto, alle chiesa venne aggiunta una cappella, dedicata al Santo Sepolcro, della quale oggi rimane solo un crocifisso del 1535.
Sotto l'episcopato di monsignor Bernardo de Riso, il 31 gennaio 1892, si ottenne il decreto reale,con cui la chiesa venne elevata alla dignità di parrocchia e, dopo essere stata demolita la chiesetta di Santa Teresa, retta da monsignor Matteo Franco, il titolo di quest'ultima venne assunto dalla neo parrocchia, che si venne a chiamare Santa Teresa all'Osservanza.
Il 17 febbraio 1861, il convento attiguo alla chiesa passò in mano al Ramo militare, che lo adoperò ad ospedale.
In una relazione del 21 agosto 1921, il parroco Domenico Mazzocca narra che egli fecce apportare numerosi lavori di restauro, che portarono la chiesa allo stato in cui è conservata tutt'oggi.

## Descrizione
La chiesa dell'Osservanza dispone di due altari: il maggiore, dedicato al Santissimo Crocifisso, il secondo, invece, consacrato alla Madonna delle Grazie. Custodisce, inoltre, un dipinto raffigurante l'estasi di santa Teresa d'Avila.
All'altezza dell'altare maggiore vi è una scultura della Madonna della Ginestra, creata nel 1504 da Antonello Gagini. Un'ulteriore scultura è il Mistero della Passione, con il crocifisso schiodato, opera di Fra’ Giovanni da Reggio risalente alla metà del XVII secolo.
Il tabernacolo, in bronzo dorato, è un'opera di Ugo Mazzei.